# Matt Coleman III
Clifford Matthew Coleman III (n. Norfolk (Virginia); 22 de enero de 1998) es un jugador de baloncesto estadounidense que pertenece a la plantilla de los Ottawa Blackjacks de la CEBL canadiense. Con 1,88 metros de estatura, juega en la posición de escolta.

## Trayectoria deportiva
Es un escolta formado en la Oak Hill Academy de Mouth of Wilson (Virginia), antes de ingresar en 2017 en la Universidad de Texas en Austin, donde jugó durante cuatro temporadas la NCAA con los Texas Longhorns, desde 2017 a 2021.
Tras no ser elegido en el Draft de la NBA de 2021, disputó con los Sacramento Kings la liga de verano de la NBA.
El 28 de septiembre de 2021, firmó contrato con los Sacramento Kings, pero fue cortado antes del comienzo de la temporada. Más tarde, firmó por su equipo filial, los Stockton Kings para disputar la NBA G League.
El 22 de julio de 2022, firma por el Beşiktaş de la BSL turca.